# Georges Item
Georges Item (* 3. August 1927 in Biel; † 31. März 1990 in Avignon, heimatberechtigt in Bonaduz) war ein Schweizer Lithograf und Maler. Sein Werk umfasst Lithografien, Malerei, Aquarelle, Tuschzeichnungen und Wandmalerei.

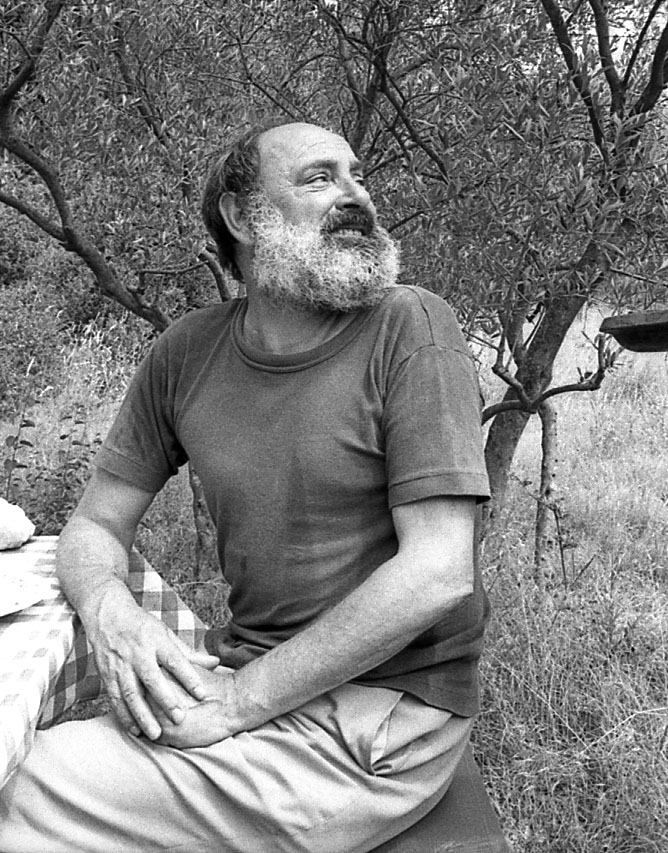
Georges Item

## Leben und Werk
Georges Item erlernte wie schon sein Vater Paul den Beruf des Lithografen und besuchte von 1941 bis 1947 die Kunstgewerbeschule in Biel. 1949 arbeitete er ein halbes Jahr im Atelier von Bernard Clavé in Paris. Spätere Reisen führten ihn nach Holland, Florenz, Siena, Finnland, Griechenland und Belgien. Zudem hielt er sich oft im Kanton Graubünden und in Bonaduz auf.
Ab 1953 verwendete Item regelmässig die einer Kaltnadelradierung ähnlichen Technik der Nadelzeichnung, die auch als Dessins Gravés oder Grattages bekannt ist.
Inspiriert von den Werken Vincent van Goghs, Paul Cézannes und Paul Gauguins reiste Item 1948 mit seinen zwei Malerfreunden Gustave Maeder (1922–2012) und Willy Rieser (* 1927) nach Saint-Rémy-de-Provence. Dort erwarb er 1955 die ehemalige Jugendherberge, in der er bis zu seinem Tod lebte und die Mehrzahl seiner Werke schuf. Item war u. a. mit dem in Cavaillon lebenden Künstler Alexander Klee befreundet und hielt sich während mehreren Sommeraufenthalten bei seinen Freund Jean Nydegger in Magglingen auf.
Item erhielt 1951, 1952 und 1956 ein Eidgenössisches Kunststipendium. 1953 erhielt er den Prix de l'Institut Jurassien sowie 1962 den Prix du Provençal au Festival Avignon. 1976 wurde ihm der Bündner Anerkennungspreis verliehen.
Item war zudem Mitglied der GSMBA und stellte in der Schweiz seine Werke in zahlreichen Gruppenausstellungen aus. Auch konnte er in Paris, Lyon, Mentone, Orange, Montpellier, Mailand und in Neu Delhi seine Werke ausstellen.
Item war seit 1951 mit der aus Genf stammenden Françoise, geborene Miche († 31. März 2012 in Biel), verheiratet. Zusammen hatten sie einen Sohn.